# Красин, Юрий Андреевич
Ю́рий Андре́евич Кра́син (7 июня 1929, Пенза, РСФСР, СССР — 2 июня 2023, Москва) — советский и российский социолог и политолог, специалист в области социальной философии и политической теории. Доктор философских наук, профессор, главный научный сотрудник Института социологии РАН, руководитель отдела анализа социально-политических процессов ИС РАН, Почётный доктор Института социологии РАН, академик Российской  академии  естественных  наук, член  Президиума Академии  политической  науки.
Научной общественности известен трудами по теоретическим проблемам общественных трансформаций (социальные революции, реформационные процессы, общественно-политические движения).

## Биография
В 1952 году окончил философский факультет Ленинградского государственного университета. В 1955 году защитил кандидатскую диссертацию по теме «Закономерности перерастания буржуазно-демократической революции в социалистическую в России».
В 1965 году получил степень доктора философских наук. Тема диссертации: «Ленин и проблемы марксистской теории социальной революции». Имеет учёное звание профессора с 1967.
1952—1960 — преподаватель, доцент кафедры философии Ленинградского педагогического института имени А. И. Герцена;
1960—1963 — доцент Института повышения квалификации преподавателей общественных наук при Московском университете;
1963 — старший научный сотрудник Института философии АН СССР (в настоящее время Институт философии РАН); В 1964 году защитил докторскую диссертацию по теме «В. И. Ленин и проблемы марксистской теории социалистической революции».
1963—1975 — консультант международного отдела ЦК КПСС, одновременно профессор МГУ;
1975—1987 — профессор, руководитель кафедры, проректор по науке Академии общественных наук при ЦК КПСС;
1987—1991 — ректор Института общественных наук при ЦК КПСС;
1991—1992 — генеральный директор Фонда социально-политических исследований;
1992—2011 — директор Центра социальных программ, исследователь, советник Горбачёв-Фонда;
С 1999 по 2005 год — координатор российско-канадского проекта Университет Калгари — Горбачёв-Фонд по проблемам публичной политики.
С 2009 по 2013 год — профессор кафедры мировой политики и международных отношений Российского государственного гуманитарного университета.
С 1993 по 2017 год — руководитель Отдела анализа социально-политических процессов Института социологии РАН.
С 2017 года — ассоциированный сотрудник Института социологии РАН.
Скончался 2 июня 2023 года в возрасте 93 лет.

## Научная деятельность
В области теории социальной революции Красин Ю. А. обосновал идею историзма в подходе к феномену революции и его теоретическому осмыслению. Революция как единовременная резкая ломка социально-политического строя возникает в тех обществах, где отсутствуют механизмы эволюционного разрешения внутренних противоречий. Для капитализма — это ранняя стадия его развития, которой присущи острые социально-классовые антагонизмы. Усложнение общественной системы повышает издержки революционных переворотов и создает предпосылки для консенсусных способов разрешения противоречий. Наметился сдвиг в соотношении революции и реформ, социальная революция постепенно обретает черты эволюционного процесса глубокого реформирования существующей системы. Логика развития теории революции раскрывается в монографиях и научных статьях Ю. А. Красина на основе анализа изменявшихся реалий капитализма и мира в 1960—1980 годы XX века. Теория рассматривается сквозь призму реальной практики мировых общественных движений, с которой автор был хорошо знаком во многом благодаря практически-политической работе в Международном отделе ЦК КПСС.
Ю. А. Красин основал и на протяжении ряда лет руководил постоянно действующим всесоюзным теоретическим симпозиумом по проблемам мирового революционного процесса, организованным АОН при ЦК КПСС на базе республиканских и межобластных партийных школ. С 1977 по 1988 год проведено 14 заседаний симпозиума в Москве, Ленинграде, Киеве, Минске, Ташкенте, Алма-Ате, Новосибирске. Материалы дискуссий авторизованы и изданы для служебного пользования. Они ещё ждут своего изучения. Симпозиум стал своего рода лабораторией теоретической мысли, которая в известной степени возмещала учёным (особенно с периферии) дефицит информации и творческой среды, генерировала свежие идеи в публичное пространство.
Красин Ю. А. обосновывал концепцию демократической реформации российского общества и выдвинул идею, что переход России к рыночной экономике и демократическому строю, инициированный перестройкой (1985—1991 гг.), охватывает целую эпоху глубокой трансформации общества, борьбы и взаимодействия противоречивых тенденций, чередования разрушительных, созидательных и застойных стадий развития. Исход реформации не предопределен и зависит от способности общества консолидироваться в поиске адекватных способов и форм преобразований. Демократическая реформация в России наталкивается на авторитарные тенденции, которые имеют глубокие исторические корни, и они поддерживаются разрушительными последствиями радикал-либеральных экспериментов форсированного насаждения рынка. Слабость и неустойчивость российской демократии — в неразвитости гражданского общества. Становление инфраструктуры гражданственности в стране происходит очень медленно и по большей части принимает корпоративный характер, что лишь усиливает авторитарные тенденции. Среди сценариев политического развития России на среднесрочную перспективу, согласно Ю. А. Красину, наиболее вероятно — доминирование умеренно авторитарной власти («мягкий авторитаризм»), применяющей жёсткие меры для обеспечения целостности страны, мобилизации ресурсов и поддержания суверенитета России.
В рамках российско-канадского проекта «Университет Калгари — Горбачёв-Фонд» Красиным Ю. А. были разработаны следующие вопросы публичной сферы и публичной политики:
- в научный оборот были введены и специфицированы для российских условий понятия «публичная сфера» и «публичная политика»;
- раскрыты содержание и функции публичной сферы в трансформирующемся обществе;
- истолкован смысл публичной политики как политики, выражающей публичный интерес и формирующейся через противоречивое взаимодействие государства, гражданского общества и бизнеса;
- намечены направления поиска ответов на основные вызовы публичной политике (административно-бюрократический, корпоративный, радикально либеральный),
- обозначены контуры коридора возможностей расширения и демократизации российской публичной сферы как арены общественной рефлексии.

В ряде трудов Красина Ю. А. анализируются политические аспекты инновационной модернизации российского общества. Эта тема рассматривается в контексте наметившегося перехода человечества к качественно новому инновационному типу развития (ИТР). Дана характеристика ИТР, показано, что инновационная модернизация отвечает интересам России. Это требует от неё большого напряжения энергии и воли для развития человеческого и социального капитала, что сопряжено с решением ключевых социально-политических проблем российского общества (равенство-неравенство, демократия-авторитаризм, глобализация-суверенитет). Для этого необходима модернизация политической системы общества. России присуще противоречие между потребностью в прорыве к ИТР и препятствующими ему тенденциями (избыточное неравенство и расслоение общества, авторитарные тенденции, «огосударствление» гражданского общества, дефицит энергии самодеятельности и самоорганизации). Модернизация — императив, потому что вытекает из логики развития российского общества. Но возможны и альтернативы, которые могут привести к застою, деградации и даже распаду страны.
Текущий проект (с 2007 г.): «Противоречия общественного сознания и российская политическая система». Замысел проекта восходит к исследованию особенностей современной социальной доктрины в 1992-96 гг. в Центре социальных программ Горбачёв-Фонда. Тогда Красиным Ю. А. была высказана мысль, что сегодня социальная реальность настолько сложна и антиномична, что ни одна из традиционных идеологических доктрин не может претендовать на целостную и непротиворечивую картину социума. Наиболее полное видение социальной действительности складывается как перманентный синтетический процесс взаимодействия «видений» с разных социальных и цивилизационных позиций.
В текущем проекте эта работа продолжена. Сегодня общественное сознание под воздействием кардинальных перемен в мире испытывает «шоковое потрясение». Сегодняшнее российское сознание — гибрид прошлого и будущего. Наряду с унаследованными от прошлого консервативными структурами сознания возникают новые, ориентированные на сознательное регулирование жизнедеятельности и среды обитания (ноосфера). Переход к ИТР порождает запрос на креативность, на человека-творца, на новый гуманизм. Как бы ни были разнообразны интересы и воззрения разных объединений и сообществ людей, за ними всегда стоят потребности и запросы, инстинкты и потенции человека как такового. За различиями скрывается — общий знаменатель родового свойства. Это дает основание для осознания инвариантности базовых ценностей человеческого сообщества и, прежде всего, основополагающего постулата — человек есть высшая ценность. Новый гуманизм позволяет расширить рамки гражданственности до вселенских масштабов; разработать глобальную модель целостного «мира миров», социума, живущего по принципу: «единство в многообразии».
Красин Ю. А. является членом Международного редакционного совета «Вестника Института социологии», членом редколлегии журнала «Мировая экономика и международные отношения».
Автор более 600 научных работ, в том числе 25 монографий.

## Область научных интересов
- социальные движения и трансформации
- демократия и гражданское общество
- публичная сфера  и публичная политика
- реформация российского социума
- инновационный тип развития и модернизация российского общества
- глобализация и мировая политика
- плюрализм общественного сознания и новый гуманизм

## Награды и премии
- Лауреат Государственной Премии СССР
- Лауреат Ломоносовской премии МГУ
- Награждён орденами «Знак Почёта», Дружбы Народов, медалью «За трудовую доблесть», медалью «Ветеран труда»
- Научные награды: Серебряная медаль им. Питирима Сорокина, Медаль им. Г. Шахназарова «За вклад в политическую науку»
- Сертификат Правления Издания Who is Who in the World за выдающиеся достижения в своей области деятельности (2013)

## Публикации
С полным списком работ Красина Ю. А. можно ознакомиться на официальном сайте Института социологии РАН (ко многим из них есть полный текст).
Книги и брошюры
- Ленинская теория социалистической революции. — Л., ЛГПИ им. А. И. Герцена, 1960 (Учёные записки. Т. 220);
- Мирное сосуществование — форма классовой борьбы. М., Политиздат, 1961;
- Идеи непримиримы. М., 1963;
- Мирное сосуществование и борьба за всеобщий мир. М., Изд-во МГУ, 1965;
- «Социология революции» против революции. М., Политиздат, 1966;
- Ленин, революция, современность. М., Наука, 1967;
- Проблемы революции и современность. М., 1967;
- Главная революционная сила в цитаделях капитализма. М., 1971;
- Диалектика революционного процесса. М., Политиздат, 1972;
- Социология революции. Марксистская оценка (на англ. яз.). М., Прогресс, 1972;
- Мировой революционный процесс. М., Знание, 1975
- Революцией устрашенные. Критический очерк буржуазной концепций социальной революции, М., Политиздат, 1975;
- Теория социалистической революции: ленинское наследие и современность. М., Мысль, 1977;
- Красин Ю. А., Лейбзон Б. М. Революционная теория и революционная политика. М., Политиздат, 1979;
- Международное коммунистическое движение как предмет изучения. М., Мысль, 1980;
- Революционный процесс современности. Теоретические очерки, М., Политиздат, 1981;
- Красин Ю. А. (соавтор и редактор) Не соперничество, а сотрудничество! М., Политиздат, 1984;
- Красин Ю. А. (рук. автор. коллектива) Революционный процесс: национальное и интернациональное. М., Мысль, 1985;
- Интернациональное и национальное в мировом революционном процессе. М., 1986
- В. И. Ленин и проблемы социальной революции современности. М., Мысль, 1987;
- Красин Ю. А., Галкин А. А. Критика российского авторитаризма. М., Институт социологии РАН, 1995;
- Красин Ю. А., Галкин А. А. Сильная демократия — альтернатива авторитаризму. М., Институт социологии РАН, 1996;
- Красин Ю. А., Галкин А. А. Россия на перепутье. Авторитаризм или демократия: варианты развития. М., Весь мир, 1998;
- Красин Ю. А., Галкин А. А. Россия: Quo vadis?- М.: Институт социологии РАН, 2003 ;
- Красин Ю. А. (соавтор и редактор), Публичная политика в России. Альпина Бизнес Букс, М., 2005;
- Красин Ю. А. (соавтор и соредактор), Социальное неравенство и публичная политика. М., Культурная Революция, 2007;
- Метаморфозы российской реформации. Политологические сюжеты. М., Институт социологии РАН, 2009;
- Красин Ю. А. (соавтор и редактор) Альтернативы развития. Россия между модернизацией и деградацией. Электр. версия — М.: Институт социологии РАН, 2013. ISBN 978-5-89697-223-5
- Демократия в эпоху «большого переформатирования». Дорога к свободе. М.:ЛЕНАНД, 2013;
- Российская реформация: параметры, противоречия, перспективы. Saarbrücken, Lambert Academic Publishing, 2015;
- Красин Ю. А. (соавтор и отв. редактор), Разум на распутье: Общественное сознание между прошлым и будущим. — М., Аспект Пресс, 2017;
- Красин Ю. А. (соавтор и отв. редактор) Октябрьская революция и современность. Социально-политические уроки. М.: ФНИСЦ РАН, 2018.

Статьи и главы в коллективных трудах
- Красин Ю. А. Глава VI. Диалектика революционного процесса // Ленинизм и философские проблемы современности / Под общ. ред. М. Т. Иовчука (руководитель автор. коллектива) и В. В. Мшвениерадзе ; АН СССР. Ин-т философии. — М. : Мысль, 1970. — С. 185—234. — 652 с. — 20 000 экз.
- Красин Ю. А. Некоторые вопросы методологии политического мышления // Международные отношения, политика и личность, М., 1976.
- Красин Ю. А. Политические аспекты социологии // Социологические исследования, 1979, № 1.
- Красин Ю. А. Долгий путь к демократии и гражданскому обществу // Полис, 1992, № 5-6.
- Красин Ю. А. Кризис марксизма и место марксистской традиции в истории общественной мысли // Свободная мысль, 1993, № 1.
- Красин Ю. А. В поисках социальной доктрины // Обозреватель-Observer, 1994, № 16-17.
- Красин Ю. А. Национальные интересы: миф или реальность? // Свободная мысль, 1996, № 3.
- Красин Ю. А. (в соавт. с Галкиным А. А.), Культура толерантности перед вызовами глобализации // Социологические исследования. 2003. № 8.
- Красин Ю. А. О конфликте цивилизаций и практических шагах к устойчивому миру миров // От диалога цивилизаций к сотрудничеству и интеграции (на рус. и англ. яз.), М., 2006.
- Красин Ю. А. Социалистическая идея, проекция в XXI век // Россия в глобальном мире: социально-политические проблемы, М., 2008.
- Красин Ю. А. Социология и политология: общая судьба, общие заботы // Политические исследования. 2008. № 5.
- Красин Ю. А. Инновационное развитие и политическая система России // Полития, 2010, № 3-4.
- Красин Ю. А. Модернизация российского общества: соотношение экономики и политики // Власть. 2010. № 2.
- Красин Ю. А. Модернизация общества и новый гуманизм. Научный и общественно-политический альманах — «Развитие и экономика», № 8, декабрь 2013;
- Красин Ю. А. Гуманизм, модернизация, интеллигенция // Вестник РГГУ, № 7, 2014;
- Красин Ю. А. Идеология в трансформирующемся мире: штрихи к новому видению // Полис. Политические исследования. 2014. № 6.
- Красин Ю. А. Модернизация социума: западный модерн или социокультурная спецификация. Российский Кавказ: проблемы, поиски, решения: Научное издание / Изд. «Аспект Пресс», 2015.
- Красин Ю. А. Идеологический плюрализм и метаидеология нового гуманизма // Вестник Института социологии. 2015. № 12.
- Красин Ю. А. 1917 год: Революция и современность. Социс, 2017, № 9, с. 23-26.
- Красин Ю. А. Соотношение «общественного порядка» и «развития». Вестник Института социологии, 2017, № 21, с. 35-51.
- Красин Ю. А. Социализм: необходимость переосмысления. Социализм: pro et contra, антология. — СПб.: РХГА, 2017, с. 766—782.
- Красин Ю. А. Марксизм: взгляд из XXI века. Социс, 2018, № 5, с. 45-55.